# Llista de municipis de Segòvia

Mapa de la província de Segòvia

Llista de Municipis de la província de Segòvia, Espanya.
Informació actualitzada per un bot. Els canvis manuals es perdran quan s'actualitzi!
| Escut | Municipi                            | Població | Superfície km² | Densitat | Altitud | Codi postal | Codi territorial | Dades a Wikidata              |
| ----- | ----------------------------------- | -------- | -------------- | -------- | ------- | ----------- | ---------------- | ----------------------------- |
|       | Abades                              | 859      | 32             | 26,86    | 971     | 40141       | 40001            | Modifica les dades a Wikidata |
|       | Adrada de Pirón                     | 40       | 10,7           | 3,73     | 1.019   | 40192       | 40002            | Modifica les dades a Wikidata |
|       | Adrados                             | 123      | 18,2           | 6,76     | 879     | 40354       | 40003            | Modifica les dades a Wikidata |
|       | Aguilafuente                        | 564      | 60,6           | 9,31     | 879     | 40340       | 40004            | Modifica les dades a Wikidata |
|       | Alconada de Maderuelo               | 26       | 12,1           | 2,15     | 948     | 40529       | 40005            | Modifica les dades a Wikidata |
|       | Aldea Real                          | 287      | 25,3           | 11,35    | 881     | 40292       | 40012            | Modifica les dades a Wikidata |
|       | Aldealcorvo                         | 18       | 6,1            | 2,96     | 956     | 40389       | 40006            | Modifica les dades a Wikidata |
|       | Aldealengua de Pedraza              | 79       | 35,2           | 2,25     | 1.204   | 40162       | 40007            | Modifica les dades a Wikidata |
|       | Aldealengua de Santa María          | 59       | 19,7           | 2,99     | 948     | 40555       | 40008            | Modifica les dades a Wikidata |
|       | Aldeanueva de la Serrezuela         | 42       | 20,4           | 2,06     | 1.145   | 40532       | 40009            | Modifica les dades a Wikidata |
|       | Aldeanueva del Codonal              | 108      | 22,1           | 4,89     | 858     | 40462       | 40010            | Modifica les dades a Wikidata |
|       | Aldeasoña                           | 67       | 18,6           | 3,6      | 833     | 40235       | 40013            | Modifica les dades a Wikidata |
|       | Aldehorno                           | 59       | 11,9           | 4,95     | 956     | 40533       | 40014            | Modifica les dades a Wikidata |
|       | Aldehuela del Codonal               | 24       | 13,4           | 1,79     | 862     | 40462       | 40015            | Modifica les dades a Wikidata |
|       | Aldeonte                            | 55       | 20,6           | 2,68     | 966     | 40531       | 40016            | Modifica les dades a Wikidata |
|       | Anaya                               | 119      | 15,2           | 7,83     | 889     | 40121       | 40017            | Modifica les dades a Wikidata |
|       | Arahuetes                           | 31       | 16,4           | 1,89     | 1.092   | 40173       | 40019            | Modifica les dades a Wikidata |
|       | Arcones                             | 180      | 31,8           | 5,67     | 1.151   | 40164       | 40020            | Modifica les dades a Wikidata |
|       | Arevalillo de Cega                  | 18       | 11,6           | 1,55     | 1.047   | 40185       | 40021            | Modifica les dades a Wikidata |
|       | Armuña                              | 241      | 45,8           | 5,26     | 903     | 40494       | 40022            | Modifica les dades a Wikidata |
|       | Ayllón                              | 1.105    | 129            | 8,57     | 1.019   | 40520       | 40024            | Modifica les dades a Wikidata |
|       | Añe                                 | 66       | 11,6           | 5,68     | 878     | 40492       | 40018            | Modifica les dades a Wikidata |
|       | Barbolla                            | 150      | 26,1           | 5,74     | 942     | 40530       | 40025            | Modifica les dades a Wikidata |
|       | Basardilla                          | 136      | 19             | 7,15     | 1.010   | 40180       | 40026            | Modifica les dades a Wikidata |
|       | Bercial                             | 105      | 20,8           | 5,04     | 971     | 40144       | 40028            | Modifica les dades a Wikidata |
|       | Bercimuel                           | 36       | 12,2           | 2,96     | 966     | 40550       | 40029            | Modifica les dades a Wikidata |
|       | Bernardos                           | 463      | 29,1           | 15,89    | 910     | 40430       | 40030            | Modifica les dades a Wikidata |
|       | Bernuy de Porreros                  | 1.247    | 9,3            | 134,52   | 1.014   | 40190       | 40031            | Modifica les dades a Wikidata |
|       | Boceguillas                         | 721      | 41,5           | 17,36    | 957     | 40560       | 40032            | Modifica les dades a Wikidata |
|       | Brieva                              | 86       | 13,7           | 6,28     | 1.089   | 40180       | 40033            | Modifica les dades a Wikidata |
|       | Caballar                            | 75       | 16,8           | 4,46     | 1.030   | 40182       | 40034            | Modifica les dades a Wikidata |
|       | Cabañas de Polendos                 | 199      | 26,4           | 7,54     | 939     | 40392       | 40035            | Modifica les dades a Wikidata |
|       | Cabezuela                           | 656      | 35,3           | 18,61    | 957     | 40396       | 40036            | Modifica les dades a Wikidata |
|       | Calabazas de Fuentidueña            | 25       | 14,8           | 1,69     | 924     | 40356       | 40037            | Modifica les dades a Wikidata |
|       | Campo de San Pedro                  | 259      | 37,6           | 6,89     | 976     | 40551       | 40039            | Modifica les dades a Wikidata |
|       | Cantalejo                           | 3.558    | 79,4           | 44,79    | 964     | 40320       | 40040            | Modifica les dades a Wikidata |
|       | Cantimpalos                         | 1.427    | 26,3           | 54,28    | 912     | 40360       | 40041            | Modifica les dades a Wikidata |
|       | Carabias                            | 54       | 25,9           | 2,09     | 1.189   | 40540       | 40161            | Modifica les dades a Wikidata |
|       | Carbonero el Mayor                  | 2.502    | 66,4           | 37,71    | 900     | 40270       | 40043            | Modifica les dades a Wikidata |
|       | Carrascal del Río                   | 136      | 30,5           | 4,46     | 858     | 40331       | 40044            | Modifica les dades a Wikidata |
|       | Casla                               | 155      | 17,6           | 8,81     | 1.084   | 40590       | 40045            | Modifica les dades a Wikidata |
|       | Castillejo de Mesleón               | 110      | 27,2           | 4,04     | 1.003   | 40593       | 40046            | Modifica les dades a Wikidata |
|       | Castro de Fuentidueña               | 48       | 19,7           | 2,43     | 1.096   | 40315       | 40047            | Modifica les dades a Wikidata |
|       | Castrojimeno                        | 31       | 18,3           | 1,69     | 1.076   | 40315       | 40048            | Modifica les dades a Wikidata |
|       | Castroserna de Abajo                | 32       | 12,6           | 2,54     | 983     | 40318       | 40049            | Modifica les dades a Wikidata |
|       | Castroserracín                      | 24       | 21,1           | 1,14     | 1.148   | 40315       | 40051            | Modifica les dades a Wikidata |
|       | Cedillo de la Torre                 | 81       | 23,7           | 3,41     | 1.020   | 40550       | 40052            | Modifica les dades a Wikidata |
|       | Cerezo de Abajo                     | 145      | 19,9           | 7,29     | 1.046   | 40591       | 40053            | Modifica les dades a Wikidata |
|       | Cerezo de Arriba                    | 134      | 48,9           | 2,74     | 1.129   | 40592       | 40054            | Modifica les dades a Wikidata |
|       | Chañe                               | 741      | 35,3           | 21,02    | 767     | 40216       | 40065            | Modifica les dades a Wikidata |
|       | Cilleruelo de San Mamés             | 35       | 9,7            | 3,6      | 982     | 40551       | 40055            | Modifica les dades a Wikidata |
|       | Cobos de Fuentidueña                | 28       | 13,9           | 2,02     | 833     | 40332       | 40056            | Modifica les dades a Wikidata |
|       | Coca                                | 1.703    | 98,5           | 17,3     | 785     | 40480       | 40057            | Modifica les dades a Wikidata |
|       | Codorniz                            | 307      | 64,3           | 4,78     | 890     | 40463       | 40058            | Modifica les dades a Wikidata |
|       | Collado Hermoso                     | 118      | 16,4           | 7,2      | 1.222   | 40170       | 40059            | Modifica les dades a Wikidata |
|       | Condado de Castilnovo               | 79       | 23,9           | 3,31     | 997     | 40318       | 40060            | Modifica les dades a Wikidata |
|       | Corral de Ayllón                    | 77       | 18,1           | 4,26     | 1.026   | 40529       | 40061            | Modifica les dades a Wikidata |
|       | Cozuelos de Fuentidueña             | 105      | 15,2           | 6,89     | 873     | 40354       | 40902            | Modifica les dades a Wikidata |
|       | Cubillo                             | 73       | 20,5           | 3,56     | 1.050   | 40185       | 40062            | Modifica les dades a Wikidata |
|       | Cuevas de Provanco                  | 132      | 38,5           | 3,43     | 890     | 40239       | 40905            | Modifica les dades a Wikidata |
|       | Cuéllar                             | 9.530    | 273,3          | 34,87    | 857,93  | 40200       | 40063            | Modifica les dades a Wikidata |
|       | Domingo García                      | 32       | 17,8           | 1,8      | 903     | 40495       | 40068            | Modifica les dades a Wikidata |
|       | Donhierro                           | 75       | 17,2           | 4,36     | 808     | 40469       | 40069            | Modifica les dades a Wikidata |
|       | Duruelo                             | 171      | 17,3           | 9,91     | 1.014   | 40312       | 40070            | Modifica les dades a Wikidata |
|       | El Espinar                          | 10.145   | 205,1          | 49,46    | 1.191   | 40400       | 40076            | Modifica les dades a Wikidata |
|       | Encinas                             | 40       | 17,6           | 2,27     | 1.013   | 40531       | 40071            | Modifica les dades a Wikidata |
|       | Encinillas                          | 352      | 8,3            | 42,56    | 947     | 40391       | 40072            | Modifica les dades a Wikidata |
|       | Escalona del Prado                  | 468      | 31,8           | 14,72    | 832     | 40350       | 40073            | Modifica les dades a Wikidata |
|       | Escarabajosa de Cabezas             | 276      | 16             | 17,21    | 884     | 40291       | 40074            | Modifica les dades a Wikidata |
|       | Escobar de Polendos                 | 166      | 39,7           | 4,19     | 903     | 40393       | 40075            | Modifica les dades a Wikidata |
|       | Espirdo                             | 1.607    | 26             | 61,78    | 1.062   | 40191       | 40077            | Modifica les dades a Wikidata |
|       | Fresneda de Cuéllar                 | 170      | 11,6           | 14,71    | 761     | 40217       | 40078            | Modifica les dades a Wikidata |
|       | Fresno de Cantespino                | 288      | 63,3           | 4,55     | 1.037   | 40516       | 40079            | Modifica les dades a Wikidata |
|       | Fresno de la Fuente                 | 77       | 17,6           | 4,37     | 1.030   | 40540       | 40080            | Modifica les dades a Wikidata |
|       | Frumales                            | 120      | 27,7           | 4,34     | 816     | 40298       | 40081            | Modifica les dades a Wikidata |
|       | Fuente de Santa Cruz                | 99       | 17,6           | 5,62     | 821     | 40496       | 40082            | Modifica les dades a Wikidata |
|       | Fuente el Olmo de Fuentidueña       | 395      | 31,2           | 12,67    | 850     | 40359       | 40083            | Modifica les dades a Wikidata |
|       | Fuente el Olmo de Íscar             | 45       | 7,8            | 5,77     | 777     | 40218       | 40084            | Modifica les dades a Wikidata |
|       | Fuentepelayo                        | 772      | 30,9           | 24,98    | 866     | 40260       | 40086            | Modifica les dades a Wikidata |
|       | Fuentepiñel                         | 68       | 12             | 5,65     | 889     | 40358       | 40087            | Modifica les dades a Wikidata |
|       | Fuenterrebollo                      | 339      | 35,9           | 9,44     | 927     | 40330       | 40088            | Modifica les dades a Wikidata |
|       | Fuentesaúco de Fuentidueña          | 223      | 25,9           | 8,63     | 900     | 40355       | 40089            | Modifica les dades a Wikidata |
|       | Fuentesoto                          | 100      | 29,8           | 3,36     | 920     | 40314       | 40091            | Modifica les dades a Wikidata |
|       | Fuentidueña                         | 133      | 50,6           | 2,63     | 862     | 40357       | 40092            | Modifica les dades a Wikidata |
|       | Gallegos                            | 93       | 21,8           | 4,27     | 1.242   | 40162       | 40093            | Modifica les dades a Wikidata |
|       | Garcillán                           | 515      | 22,4           | 22,98    | 917     | 40120       | 40094            | Modifica les dades a Wikidata |
|       | Gomezserracín                       | 625      | 30,3           | 20,65    | 803     | 40240       | 40095            | Modifica les dades a Wikidata |
|       | Grajera                             | 256      | 12,7           | 20,17    | 1.013   | 40569       | 40097            | Modifica les dades a Wikidata |
|       | Honrubia de la Cuesta               | 49       | 20,8           | 2,35     | 1.001   | 40541       | 40099            | Modifica les dades a Wikidata |
|       | Hontalbilla                         | 299      | 38,4           | 7,79     | 890     | 40353       | 40100            | Modifica les dades a Wikidata |
|       | Hontanares de Eresma                | 1.662    | 6,1            | 271,13   | 885     | 40490       | 40101            | Modifica les dades a Wikidata |
|       | Ituero y Lama                       | 448      | 13,2           | 33,97    | 1.004   | 40151       | 40104            | Modifica les dades a Wikidata |
|       | Juarros de Riomoros                 | 45       | 13,9           | 3,24     | 915     | 40131       | 40105            | Modifica les dades a Wikidata |
|       | Juarros de Voltoya                  | 184      | 21,6           | 8,51     | 852     | 40445       | 40106            | Modifica les dades a Wikidata |
|       | La Lastrilla                        | 4.697    | 9,4            | 497,56   | 1.033   | 40196       | 40112            | Modifica les dades a Wikidata |
|       | La Losa                             | 531      | 28             | 18,96    | 1.086   | 40420       | 40113            | Modifica les dades a Wikidata |
|       | La Matilla                          | 71       | 7,5            | 9,5      | 1.083   | 40175       | 40125            | Modifica les dades a Wikidata |
|       | Labajos                             | 106      | 21             | 5,06     | 1.064   | 40146       | 40107            | Modifica les dades a Wikidata |
|       | Laguna de Contreras                 | 115      | 19,3           | 5,96     | 800     | 40236       | 40108            | Modifica les dades a Wikidata |
|       | Languilla                           | 84       | 26,7           | 3,15     | 950     | 40556       | 40109            | Modifica les dades a Wikidata |
|       | Lastras de Cuéllar                  | 307      | 65,4           | 4,69     | 900     | 40352       | 40110            | Modifica les dades a Wikidata |
|       | Lastras del Pozo                    | 64       | 32,5           | 1,97     | 969     | 40142       | 40111            | Modifica les dades a Wikidata |
|       | Los Huertos                         | 170      | 17,3           | 9,84     | 881     | 40490       | 40103            | Modifica les dades a Wikidata |
|       | Maderuelo                           | 101      | 94,2           | 1,07     | 952     | 40554       | 40115            | Modifica les dades a Wikidata |
|       | Marazoleja                          | 96       | 26,4           | 3,64     | 910     | 40130       | 40903            | Modifica les dades a Wikidata |
|       | Marazuela                           | 53       | 15,4           | 3,45     | 909     | 40133       | 40118            | Modifica les dades a Wikidata |
|       | Martín Miguel                       | 263      | 15,3           | 17,19    | 970     | 40130       | 40119            | Modifica les dades a Wikidata |
|       | Martín Muñoz de la Dehesa           | 307      | 17,7           | 17,38    | 836     | 40466       | 40120            | Modifica les dades a Wikidata |
|       | Martín Muñoz de las Posadas         | 249      | 45,6           | 5,46     | 899     | 40446       | 40121            | Modifica les dades a Wikidata |
|       | Marugán                             | 763      | 29             | 26,32    | 957     | 40142       | 40122            | Modifica les dades a Wikidata |
|       | Mata de Cuéllar                     | 263      | 20,1           | 13,1     | 753     | 40214       | 40124            | Modifica les dades a Wikidata |
|       | Matabuena                           | 207      | 21,4           | 9,66     | 1.156   | 40163       | 40123            | Modifica les dades a Wikidata |
|       | Melque de Cercos                    | 65       | 18,6           | 3,5      | 857     | 40444       | 40126            | Modifica les dades a Wikidata |
|       | Membibre de la Hoz                  | 43       | 15,7           | 2,74     | 870     | 40234       | 40127            | Modifica les dades a Wikidata |
|       | Migueláñez                          | 138      | 19,2           | 7,18     | 883     | 40441       | 40128            | Modifica les dades a Wikidata |
|       | Montejo de Arévalo                  | 161      | 36             | 4,48     | 860     | 40468       | 40129            | Modifica les dades a Wikidata |
|       | Montejo de la Vega de la Serrezuela | 124      | 27,9           | 4,45     | 870     | 40542       | 40130            | Modifica les dades a Wikidata |
|       | Monterrubio                         | 56       | 25,5           | 2,19     | 947     | 40142       | 40131            | Modifica les dades a Wikidata |
|       | Moral de Hornuez                    | 40       | 32,5           | 1,23     | 1.105   | 40542       | 40132            | Modifica les dades a Wikidata |
|       | Mozoncillo                          | 907      | 42,7           | 21,22    | 857     | 40250       | 40134            | Modifica les dades a Wikidata |
|       | Muñopedro                           | 309      | 87,2           | 3,54     | 1.020   | 40145       | 40135            | Modifica les dades a Wikidata |
|       | Muñoveros                           | 145      | 19,4           | 7,49     | 959     | 40183       | 40136            | Modifica les dades a Wikidata |
|       | Nava de la Asunción                 | 2.787    | 83,2           | 33,52    | 815     | 40450       | 40138            | Modifica les dades a Wikidata |
|       | Navafría                            | 279      | 30,5           | 9,16     | 1.192   | 40161       | 40139            | Modifica les dades a Wikidata |
|       | Navalilla                           | 97       | 20,8           | 4,65     | 902     | 40331       | 40140            | Modifica les dades a Wikidata |
|       | Navalmanzano                        | 1.044    | 32,8           | 31,84    | 837     | 40280       | 40141            | Modifica les dades a Wikidata |
|       | Navares de Ayuso                    | 53       | 14,8           | 3,57     | 1.011   | 40531       | 40142            | Modifica les dades a Wikidata |
|       | Navares de Enmedio                  | 92       | 24,6           | 3,74     | 1.037   | 40532       | 40143            | Modifica les dades a Wikidata |
|       | Navares de las Cuevas               | 25       | 18,9           | 1,32     | 1.146   | 40532       | 40144            | Modifica les dades a Wikidata |
|       | Navas de Oro                        | 1.274    | 62,3           | 20,46    | 805     | 40470       | 40145            | Modifica les dades a Wikidata |
|       | Navas de Riofrío                    | 439      | 14,9           | 29,54    | 1.104   | 40420       | 40904            | Modifica les dades a Wikidata |
|       | Navas de San Antonio                | 366      | 69             | 5,31     | 1.159   | 40408       | 40146            | Modifica les dades a Wikidata |
|       | Nieva                               | 256      | 33,8           | 7,57     | 842     | 40447       | 40148            | Modifica les dades a Wikidata |
|       | Olombrada                           | 503      | 66,5           | 7,56     | 866     | 40220       | 40149            | Modifica les dades a Wikidata |
|       | Orejana                             | 62       | 20,9           | 2,96     | 1.132   | 40176       | 40150            | Modifica les dades a Wikidata |
|       | Ortigosa de Pestaño                 | 53       | 8,4            | 6,31     | 860     | 40495       | 40151            | Modifica les dades a Wikidata |
|       | Ortigosa del Monte                  | 587      | 15,4           | 38,09    | 1.094   | 40421       | 40901            | Modifica les dades a Wikidata |
|       | Otero de Herreros                   | 966      | 43,7           | 22,1     | 1.139   | 40422       | 40152            | Modifica les dades a Wikidata |
|       | Pajarejos                           | 24       | 8,3            | 2,91     | 987     | 40567       | 40154            | Modifica les dades a Wikidata |
|       | Palazuelos de Eresma                | 5.968    | 36,7           | 162,62   | 1.079   | 40193 40194 | 40155            | Modifica les dades a Wikidata |
|       | Pedraza                             | 349      | 31,6           | 11,05    | 1.068   | 40172       | 40156            | Modifica les dades a Wikidata |
|       | Pelayos del Arroyo                  | 48       | 12,5           | 3,86     | 1.143   | 40170       | 40157            | Modifica les dades a Wikidata |
|       | Perosillo                           | 20       | 10,1           | 1,98     | 831     | 40354       | 40158            | Modifica les dades a Wikidata |
|       | Pinarejos                           | 194      | 29,7           | 6,53     | 819     | 40296       | 40159            | Modifica les dades a Wikidata |
|       | Pinarnegrillo                       | 96       | 19,5           | 4,92     | 856     | 40294       | 40160            | Modifica les dades a Wikidata |
|       | Prádena                             | 468      | 46,3           | 10,1     | 1.119   | 40165       | 40162            | Modifica les dades a Wikidata |
|       | Puebla de Pedraza                   | 51       | 17,6           | 2,9      | 954     | 40184       | 40163            | Modifica les dades a Wikidata |
|       | Rapariegos                          | 194      | 24,5           | 7,91     | 853     | 40466       | 40164            | Modifica les dades a Wikidata |
|       | Real Sitio de San Ildefonso         | 5.205    | 144,8          | 35,94    | 1.190   | 40100       | 40181            | Modifica les dades a Wikidata |
|       | Rebollo                             | 74       | 14             | 5,3      | 984     | 40184       | 40165            | Modifica les dades a Wikidata |
|       | Remondo                             | 316      | 8,5            | 37,31    | 754     | 40216       | 40166            | Modifica les dades a Wikidata |
|       | Riaguas de San Bartolomé            | 27       | 11,7           | 2,32     | 929     | 40529       | 40168            | Modifica les dades a Wikidata |
|       | Riaza                               | 2.144    | 149,4          | 14,35    | 1.190   | 40500       | 40170            | Modifica les dades a Wikidata |
|       | Ribota                              | 43       | 21,6           | 1,99     | 1.029   | 40513       | 40171            | Modifica les dades a Wikidata |
|       | Riofrío de Riaza                    | 27       | 27,2           | 0,99     | 1.312   | 40515       | 40172            | Modifica les dades a Wikidata |
|       | Roda de Eresma                      | 253      | 10             | 25,4     | 929     | 40290       | 40173            | Modifica les dades a Wikidata |
|       | Sacramenia                          | 330      | 44,5           | 7,42     | 839     | 40237       | 40174            | Modifica les dades a Wikidata |
|       | Samboal                             | 461      | 47,5           | 9,71     | 794     | 40442       | 40176            | Modifica les dades a Wikidata |
|       | San Cristóbal de Cuéllar            | 154      | 14,8           | 10,43    | 812     | 40212       | 40177            | Modifica les dades a Wikidata |
|       | San Cristóbal de Segovia            | 3.153    | 6,4            | 496,54   | 1.074   | 40197       | 40906            | Modifica les dades a Wikidata |
|       | San Cristóbal de la Vega            | 83       | 15,2           | 5,47     | 865     | 40465       | 40178            | Modifica les dades a Wikidata |
|       | San Martín y Mudrián                | 251      | 42,6           | 5,9      | 817     | 40295       | 40182            | Modifica les dades a Wikidata |
|       | San Miguel de Bernuy                | 134      | 18,3           | 7,31     | 839     | 40332       | 40183            | Modifica les dades a Wikidata |
|       | San Pedro de Gaíllos                | 311      | 26,1           | 11,92    | 988     | 40389       | 40184            | Modifica les dades a Wikidata |
|       | Sanchonuño                          | 1.027    | 29,3           | 35,09    | 804     | 40297       | 40179            | Modifica les dades a Wikidata |
|       | Sangarcía                           | 279      | 37,5           | 7,44     | 943     | 40134       | 40180            | Modifica les dades a Wikidata |
|       | Santa Marta del Cerro               | 49       | 14,9           | 3,3      | 1.022   | 40310       | 40186            | Modifica les dades a Wikidata |
|       | Santa María la Real de Nieva        | 885      | 179,8          | 4,92     | 901     | 40440       | 40185            | Modifica les dades a Wikidata |
|       | Santiuste de Pedraza                | 85       | 29             | 2,93     | 1.104   | 40171       | 40188            | Modifica les dades a Wikidata |
|       | Santiuste de San Juan Bautista      | 535      | 45,6           | 11,74    | 818     | 40460       | 40189            | Modifica les dades a Wikidata |
|       | Santo Domingo de Pirón              | 51       | 27,5           | 1,85     | 1.079   | 40180       | 40190            | Modifica les dades a Wikidata |
|       | Santo Tomé del Puerto               | 234      | 56,8           | 4,12     | 1.082   | 40590       | 40191            | Modifica les dades a Wikidata |
|       | Sauquillo de Cabezas                | 137      | 20,3           | 6,76     | 906     | 40351       | 40192            | Modifica les dades a Wikidata |
|       | Sebúlcor                            | 241      | 27,7           | 8,7      | 940     | 40380       | 40193            | Modifica les dades a Wikidata |
|       | Segòvia                             | 51.525   | 163,6          | 314,96   | 1.002   | 40001–40006 | 40194            | Modifica les dades a Wikidata |
|       | Sepúlveda                           | 988      | 132,1          | 7,48     | 1.003   | 40300       | 40195            | Modifica les dades a Wikidata |
|       | Sequera de Fresno                   | 47       | 13,3           | 3,53     | 999     | 40517       | 40196            | Modifica les dades a Wikidata |
|       | Sotillo                             | 30       | 20,3           | 1,48     | 967     | 40311       | 40198            | Modifica les dades a Wikidata |
|       | Sotosalbos                          | 135      | 23,9           | 5,64     | 1.158   | 40170       | 40199            | Modifica les dades a Wikidata |
|       | Tabanera la Luenga                  | 53       | 12,9           | 4,11     | 907     | 40291       | 40200            | Modifica les dades a Wikidata |
|       | Tolocirio                           | 36       | 9,4            | 3,81     | 807     | 40467       | 40201            | Modifica les dades a Wikidata |
|       | Torre Val de San Pedro              | 180      | 44,4           | 4,05     | 1.115   | 40171       | 40206            | Modifica les dades a Wikidata |
|       | Torreadrada                         | 50       | 32,9           | 1,52     | 1.082   | 40313       | 40202            | Modifica les dades a Wikidata |
|       | Torrecaballeros                     | 1.496    | 42,1           | 35,5     | 1.152   | 40160       | 40203            | Modifica les dades a Wikidata |
|       | Torrecilla del Pinar                | 179      | 19,6           | 9,13     | 870     | 40359       | 40204            | Modifica les dades a Wikidata |
|       | Torreiglesias                       | 256      | 55,1           | 4,65     | 1.023   | 40192       | 40205            | Modifica les dades a Wikidata |
|       | Trescasas                           | 1.105    | 32,7           | 33,83    | 1.128   | 40194       | 40207            | Modifica les dades a Wikidata |
|       | Turégano                            | 1.017    | 70,8           | 14,37    | 934     | 40370       | 40208            | Modifica les dades a Wikidata |
|       | Urueñas                             | 98       | 32,9           | 2,98     | 1.049   | 40317       | 40210            | Modifica les dades a Wikidata |
|       | Valdeprados                         | 60       | 19,5           | 3,08     | 984     | 40423       | 40211            | Modifica les dades a Wikidata |
|       | Valdevacas de Montejo               | 29       | 17,5           | 1,65     | 1.126   | 40185       | 40212            | Modifica les dades a Wikidata |
|       | Valdevacas y Guijar                 | 80       | 18,2           | 4,4      | 1.025   | 40185       | 40213            | Modifica les dades a Wikidata |
|       | Valle de Tabladillo                 | 74       | 16,5           | 4,5      | 932     | 40331       | 40218            | Modifica les dades a Wikidata |
|       | Vallelado                           | 728      | 36,8           | 19,76    | 775     | 40213       | 40219            | Modifica les dades a Wikidata |
|       | Valleruela de Pedraza               | 65       | 9,7            | 6,7      | 1.099   | 40174       | 40220            | Modifica les dades a Wikidata |
|       | Valleruela de Sepúlveda             | 52       | 16             | 3,25     | 1.088   | 40176       | 40221            | Modifica les dades a Wikidata |
|       | Valseca                             | 218      | 23,2           | 9,4      | 941     | 40390       | 40214            | Modifica les dades a Wikidata |
|       | Valtiendas                          | 77       | 38,6           | 1,99     | 914     | 40314       | 40215            | Modifica les dades a Wikidata |
|       | Valverde del Majano                 | 1.126    | 31             | 36,32    | 925     | 40140       | 40216            | Modifica les dades a Wikidata |
|       | Veganzones                          | 197      | 22             | 8,97     | 915     | 40395       | 40222            | Modifica les dades a Wikidata |
|       | Vegas de Matute                     | 339      | 21,9           | 15,47    | 1.011   | 40423       | 40223            | Modifica les dades a Wikidata |
|       | Ventosilla y Tejadilla              | 17       | 6              | 2,84     | 1.128   | 40165       | 40224            | Modifica les dades a Wikidata |
|       | Villacastín                         | 1.525    | 109,6          | 13,92    | 1.096   | 40150       | 40225            | Modifica les dades a Wikidata |
|       | Villaverde de Montejo               | 21       | 24,8           | 0,85     | 1.051   | 40542       | 40229            | Modifica les dades a Wikidata |
|       | Villaverde de Íscar                 | 593      | 27,8           | 21,33    | 760     | 40219       | 40228            | Modifica les dades a Wikidata |
|       | Villeguillo                         | 120      | 16,7           | 7,19     | 767     | 40496       | 40230            | Modifica les dades a Wikidata |
|       | Yanguas de Eresma                   | 117      | 24,3           | 4,82     | 897     | 40493       | 40231            | Modifica les dades a Wikidata |
|       | Zarzuela del Monte                  | 498      | 28,4           | 17,55    | 1.005   | 40152       | 40233            | Modifica les dades a Wikidata |
|       | Zarzuela del Pinar                  | 408      | 17,8           | 22,97    | 880     | 40293       | 40234            | Modifica les dades a Wikidata |